# Campeonato Mundial de Natação em Piscina Curta de 2021 - 100 m borboleta feminino
A prova dos 100 metros nado borboleta feminino do Campeonato Mundial de Natação em Piscina Curta de 2021 foi disputado entre 20 e 21 de dezembro de 2021, na Etihad Arena, em Abu Dhabi, nos Emirados Árabes Unidos.

## Recordes
Antes desta competição, os recordes mundiais e do campeonato nesta prova eram os seguintes:
|                       | Nome           | Nacionalidade  | Tempo | Local     | Data                  |
| --------------------- | -------------- | -------------- | ----- | --------- | --------------------- |
| Recorde mundial       | Kelsi Dahlia   | Estados Unidos | 54.59 | Eindhoven | 3 de dezembro de 2021 |
| Recorde do campeonato | Sarah Sjöström | Suécia         | 54.61 | Doha      | 7 de dezembro de 2014 |

## Medalhistas
| Ouro                  | Prata                | Bronze              |
| Maggie Mac Neil (CAN) | Louise Hansson (SWE) | Claire Curzan (USA) |

## Resultados

### Eliminatórias
As eliminatórias ocorreram dia 20 de dezembro com um total de 41 nadadoras.
| Colocação | Bateria | Raia | Nadadora              | Nacionalidade              | Tempo   | Notas            |
| --------- | ------- | ---- | --------------------- | -------------------------- | ------- | ---------------- |
| 1         | 5       | 4    | Louise Hansson        | Suécia                     | 56.04   | Q                |
| 2         | 5       | 6    | Claire Curzan         | Estados Unidos             | 56.46   | Q                |
| 3         | 5       | 5    | Zhang Yufei           | China                      | 56.47   | Q, RET           |
| 4         | 3       | 5    | Torri Huske           | Estados Unidos             | 56.59   | Q                |
| 5         | 5       | 2    | Lana Pudar            | Bósnia e Herzegovina       | 56.87   | Q                |
| 6         | 4       | 3    | Elena Di Liddo        | Itália                     | 56.95   | Q                |
| 7         | 5       | 3    | Marie Wattel          | França                     | 57.03   | Q                |
| 8         | 4       | 6    | Svetlana Chimrova     | Federação Russa de Natação | 57.04   | Q                |
| 9         | 4       | 2    | Maria Ugolkova        | Suíça                      | 57.15   | Q                |
| 10        | 3       | 1    | Farida Osman          | Egito                      | 57.18   | Q                |
| 11        | 3       | 7    | Giovanna Diamante     | Brasil                     | 57.22   | Q                |
| 12        | 4       | 1    | Katerine Savard       | Canadá                     | 57.23   | Q, RET           |
| 13        | 5       | 7    | Tessa Giele           | Países Baixos              | 57.24   | Q                |
| 14        | 4       | 4    | Maggie Mac Neil       | Canadá                     | 57.32   | Q                |
| 14        | 5       | 9    | Ellen Walshe          | Irlanda                    | 57.32   | Q,               |
| 16        | 3       | 2    | Ilaria Bianchi        | Itália                     | 57.40   | Q                |
| 17        | 4       | 5    | Anastasiya Shkurdai   | Bielorrússia               | 57.57   | Q                |
| 18        | 3       | 3    | Anna Ntountounaki     | Grécia                     | 57.60   | Q                |
| 19        | 5       | 8    | Anastasiya Kuliashova | Bielorrússia               | 57.77   |                  |
| 20        | 3       | 6    | Emilie Beckmann       | Dinamarca                  | 57.80   |                  |
| 21        | 4       | 7    | Daria Klepikova       | Federação Russa de Natação | 57.86   |                  |
| 22        | 4       | 8    | Jeong So-eun          | Coreia do Sul              | 58.40   |                  |
| 23        | 3       | 9    | María Mata            | México                     | 58.95   |                  |
| 24        | 3       | 8    | Yu Yiting             | China                      | 58.96   |                  |
| 25        | 5       | 1    | Laura Lahtinen        | Finlândia                  | 59.05   |                  |
| 26        | 5       | 0    | Chan Kin Lok          | Hong Kong                  | 59.46   |                  |
| 27        | 2       | 4    | Luana Alonso          | Paraguai                   | 59.68   | Recorde nacional |
| 28        | 3       | 0    | Tayla Lovemore        | África do Sul              | 1:00.20 |                  |
| 29        | 2       | 3    | Lê Thị Mỹ Thảo        | Vietname                   | 1:01.38 | Recorde nacional |
| 29        | 2       | 5    | Krystal Lara          | República Dominicana       | 1:01.38 |                  |
| 31        | 2       | 6    | Mariam Sheikhalizadeh | Azerbaijão                 | 1:01.96 |                  |
| 32        | 2       | 1    | Oumy Diop             | Senegal                    | 1:02.51 |                  |
| 33        | 2       | 7    | Luna Chabat           | Uruguai                    | 1:02.54 |                  |
| 34        | 2       | 8    | Karla Abarca          | Nicarágua                  | 1:03.43 |                  |
| 35        | 2       | 2    | Lia Lima              | Angola                     | 1:03.94 |                  |
| 36        | 2       | 9    | Antsa Rabejaona       | Madagáscar                 | 1:05.80 |                  |
| 37        | 2       | 0    | Sara Akasha           | Emirados Árabes Unidos     | 1:06.30 |                  |
| 38        | 1       | 2    | Mei-Li Tan Minnich    | Camboja                    | 1:08.68 | Recorde nacional |
| 39        | 1       | 6    | Dirngulbai Misech     | Palau                      | 1:09.42 |                  |
| 40        | 1       | 5    | Mineri Gomez          | Guam                       | 1:14.43 |                  |
| 41        | 1       | 4    | Alyse Maniriho        | Burundi                    | 1:29.56 |                  |
| 42        | 1       | 3    | Mst Sonia Khatun      | Bangladesh                 | DNS     |                  |
| 42        | 3       | 4    | Béryl Gastaldello     | França                     | DNS     |                  |
| 42        | 4       | 0    | Quah Jing Wen         | Singapura                  | DNS     |                  |
| 42        | 4       | 9    | Tamara Potocká        | Eslováquia                 | DNS     |                  |

### Semifinal
A semifinal ocorreu dia 20 de dezembro.
| Colocação | Bateria | Raia | Nadadora            | Nacionalidade              | Tempo | Notas            |
| --------- | ------- | ---- | ------------------- | -------------------------- | ----- | ---------------- |
| 1         | 1       | 7    | Maggie Mac Neil     | Canadá                     | 55.45 | Q                |
| 2         | 1       | 4    | Claire Curzan       | Estados Unidos             | 55.64 | Q, = WJR         |
| 3         | 2       | 4    | Louise Hansson      | Suécia                     | 55.81 | Q                |
| 4         | 2       | 5    | Torri Huske         | Estados Unidos             | 56.13 | Q                |
| 5         | 2       | 3    | Elena Di Liddo      | Itália                     | 56.21 | Q                |
| 6         | 1       | 5    | Lana Pudar          | Bósnia e Herzegovina       | 56.28 | Q,               |
| 7         | 2       | 8    | Anastasiya Shkurdai | Bielorrússia               | 56.42 | Q                |
| 8         | 2       | 2    | Farida Osman        | Egito                      | 56.62 | Q                |
| 9         | 2       | 1    | Ellen Walshe        | Irlanda                    | 56.68 | Recorde nacional |
| 10        | 2       | 6    | Svetlana Chimrova   | Federação Russa de Natação | 56.78 |                  |
| 11        | 1       | 8    | Anna Ntountounaki   | Grécia                     | 56.87 |                  |
| 12        | 1       | 2    | Giovanna Diamante   | Brasil                     | 56.88 |                  |
| 12        | 2       | 7    | Tessa Giele         | Países Baixos              | 56.88 |                  |
| 14        | 1       | 3    | Marie Wattel        | França                     | 56.99 |                  |
| 15        | 1       | 1    | Ilaria Bianchi      | Itália                     | 57.03 |                  |
| 16        | 1       | 6    | Maria Ugolkova      | Suíça                      | 57.42 |                  |

### Final
A final foi realizada em 21 de dezembro.
| Colocação         | Raia | Nadadora            | Nacionalidade        | Tempo | Notas            |
| ----------------- | ---- | ------------------- | -------------------- | ----- | ---------------- |
| Medalha de ouro   | 4    | Maggie Mac Neil     | Canadá               | 55.04 | Recorde nacional |
| Medalha de prata  | 3    | Louise Hansson      | Suécia               | 55.10 |                  |
| Medalha de bronze | 5    | Claire Curzan       | Estados Unidos       | 55.39 | WJR              |
| 4                 | 6    | Torri Huske         | Estados Unidos       | 55.75 |                  |
| 5                 | 2    | Elena Di Liddo      | Itália               | 56.34 |                  |
| 6                 | 1    | Anastasiya Shkurdai | Bielorrússia         | 56.37 |                  |
| 7                 | 7    | Lana Pudar          | Bósnia e Herzegovina | 56.51 |                  |
| 8                 | 8    | Farida Osman        | Egito                | 57.01 |                  |

Legenda
| Recorde mundial       | Recorde mundial (World record)               |                       | Recorde africano                      | Recorde africano (African) |                                           | Q | Classificado por posição (Qualified) |
| Recorde do campeonato | Recorde do campeonato (Championship record)  | Recorde da América    | Recorde da América (Americas)         | q                          | Classificado por melhor tempo (Qualified) |   |                                      |
| Melhor marca do ano   | Melhor marca do ano (World leading)          | Recorde asiático      | Recorde asiático (Asian)              | DNS                        | Não largou (Did not start)                |   |                                      |
| Recorde nacional      | Recorde nacional (National record)           | Recorde europeu       | Recorde europeu (European)            | DNF                        | Não terminou (Did not finish)             |   |                                      |
| Recorde pessoal       | Recorde pessoal do atleta (Personal best)    | Recorde da Oceania    | Recorde da Oceania (Oceania)          | DSQ / DQ                   | Desclassificado (Disqualified)            |   |                                      |
| Recorde da temporada  | Recorde da temporada do atleta (Season best) | Recorde sul-americano | Recorde sul-americano (South America) | NM                         | Sem marca (No mark)                       |   |                                      |